# Jakarta Arts Institute
Jakarta Arts Institute o Institut Kesenian Jakarta (IKJ) è un istituto di istruzione superiore con sede a Giacarta. L'Istituto è specializzato nelle arti, in particolare arti visive, recitazione e film.

## Storia
Il Jakarta Arts Institute è stato istituito il 25 giugno 1976 su iniziativa del governo del presidente Suharto, che si è impegnato a finanziare un progetto di educazione degli artisti locali.

## Facoltà
Sono presenti tre facoltà:
- Facoltà di Belle Arti;
- Facoltà delle Arti dello Spettacolo;
- Facoltà di Cinema e Televisione.